# Губерта
Губерта — самка гиппопотама, одно из самых известных животных в истории Южной Африки.
В ноябре 1928 года Губерта покинула место своего обитания в устье реки Санта-Люсия в Зулусском королевстве и отправилась в 1600-километровое путешествие в Восточную Капскую провинцию, продлившееся 3 года. За это время Губерта стала знаменитостью в Южной Африке и привлекла к себе толпы поклонников. Посчитав её особью мужского пола, пресса изначально присвоила животному имя Губерт.
Она на некоторое время задержалась около устья реки Оланга, где была предпринята неудачная попытка её захвата с целью поместить в Йоханнесбургский зоопарк. После этого она отправилась на юг в Дурбан, где посетила пляж и загородный клуб.
При приближении к реке Умгени она стала почитаема в племенах зулусов и коса.
В марте 1931 года Губерта прибыла в Ист-Лондон. Но несмотря на то, что она была защищена указом Royal Game, через месяц её застрелили охотники.
После протестов общественности охотников арестовали и присудили к уплате штрафа в размере 25 фунтов. Тело Губерты было отправлено в Лондон, где из него таксидермисты сделали чучело. В 1932 году чучело возвратили в Южную Африку, где его встречали 20 000 человек. Сейчас его можно увидеть в музее Amathole в городе Кинг-Уильямс-Таун.
Путешествие Губерты послужило сюжетом для книги немецкой писательницы Греты Вайскопф «Hubert, das Flusspferd».